# Kiefermäuler
Die Kiefermäuler (Gnathostomata) (altgriechisch γνάθος gnathos „Kiefer“ und στόμα stoma „Öffnung“, „Mund“, „Rachen“), manchmal auch Kiefertiere oder Kiefermünder, sind eine systematische Gruppe innerhalb des Unterstamms der Wirbeltiere. Zu diesem Taxon gehören – mit Ausnahme der primitiven Neunaugen und Schleimaale mit etwa 100 Arten – alle heute lebenden (rezenten) Wirbeltiere, also die Knorpel- und Knochenfische, Amphibien, Reptilien, Vögel und Säugetiere, insgesamt über 54.000 Arten (= 99,8 Prozent aller Wirbeltiere) einschließlich des Menschen.
Die Kiefermäuler entwickelten sich im Paläozoikum (Erdaltertum), ihr Fossilbericht setzt mit den Stachelhaien (Acanthodii) im frühen Silur ein. Seit dem mittleren Devon, also seit 380 Millionen Jahren, stellen sie die Mehrzahl aller Wirbeltiere.

## Merkmale
Die wichtigste Autapomorphie (charakterisierendes Merkmal) der Kiefermäuler ist die Festigung der Mundränder durch gelenkig miteinander verbundene Knorpel- oder Knochenspangen. Es entstand ein meist bezahnter Kiefer, der es den Tieren ermöglicht, Nahrung zu ergreifen, festzuhalten und zu zerkleinern. So eröffneten sich den Kiefertieren völlig neue Ernährungsmöglichkeiten.

### Kieferbildung
Nach dem klassischen Modell der Kieferevolution wurde der Kieferbogen (Mandibularbogen) aus einem Kiemenbogen, einem stützenden Skelettelement zwischen den Kiementaschen, gebildet. Unsicher ist, um welchen Kiemenbogen es sich handelt. Eine Hypothese nimmt an, dass es sich um den dritten handelt und die zwei davor liegenden Praemandibularbögen zurückgebildet wurden. Knorpel (Labialknorpel) im Schädel der Neoselachii (moderne Haie und Rochen) könnten Reste der reduzierten vorderen zwei Kiemenbögen sein. Der Kieferbogen der Kiefermäuler besteht nur aus den mittleren beiden Bogenelementen, die durch das primäre Kiefergelenk, bei Säugetieren durch das sekundäre Kiefergelenk, miteinander verbunden sind. Starke Adduktormuskeln dienen zum Schließen der Kiefer.
Der dem zum Kieferbogen gewordene Kiemenbogen folgende Kiemenbogen wird zum Zungenbeinbogen (Hyalbogen, Hyoidbogen), die übrigen, mit wenigen Ausnahmen meist fünf Kiemenbögen, bleiben im Grundmuster der Gnathostoma als Träger des Kiemenapparates bestehen. Die Kiemenbögen haben jeweils vier Skelettstäbe (Pharyngo-, Epi-, Cerato- und Hypobranchiale). Zwischen Kieferbogen und Zungenbeinbogen liegt im Grundmuster der Gnathostoma jeweils  ein Spritzloch, durch das Atemwasser eingesogen werden kann. Aus Knochenschuppen bildeten sich Zähne, die auf den Kieferrändern, in der Mundhöhle und im Schlund sitzen können.
Eine alternative Hypothese sieht die Kiefer homolog zu Knorpelteilen im Velum von Neunaugenlarven (Ammocoeteslarven). Das Velum sitzt im Schlund dieser filtrierenden Organismen und erzeugt zusammen mit der Kiemenmuskulatur den Wasserstrom von der Mundöffnung zu den Kiemen. Nach dieser Hypothese entwickelten sich die Kiefer also aus einer Struktur, die schon immer der Nahrungsaufnahme gedient hat.

### Postcranialskelett
Das Axialskelett besteht zunächst aus der Chorda dorsalis. Wirbel wurden mehrfach unabhängig voneinander zur Festigung der Chorda gebildet und gehören daher nicht zu den Autapomorphien der Kiefermäuler. Von den unpaaren Flossen wurden die Rückenflosse und die Schwanzflosse von den kieferlosen Vorfahren übernommen, die Afterflosse ist eine Neubildung, die bei den primitivsten Gnathostoma, den Placodermi, noch nicht auftrat.

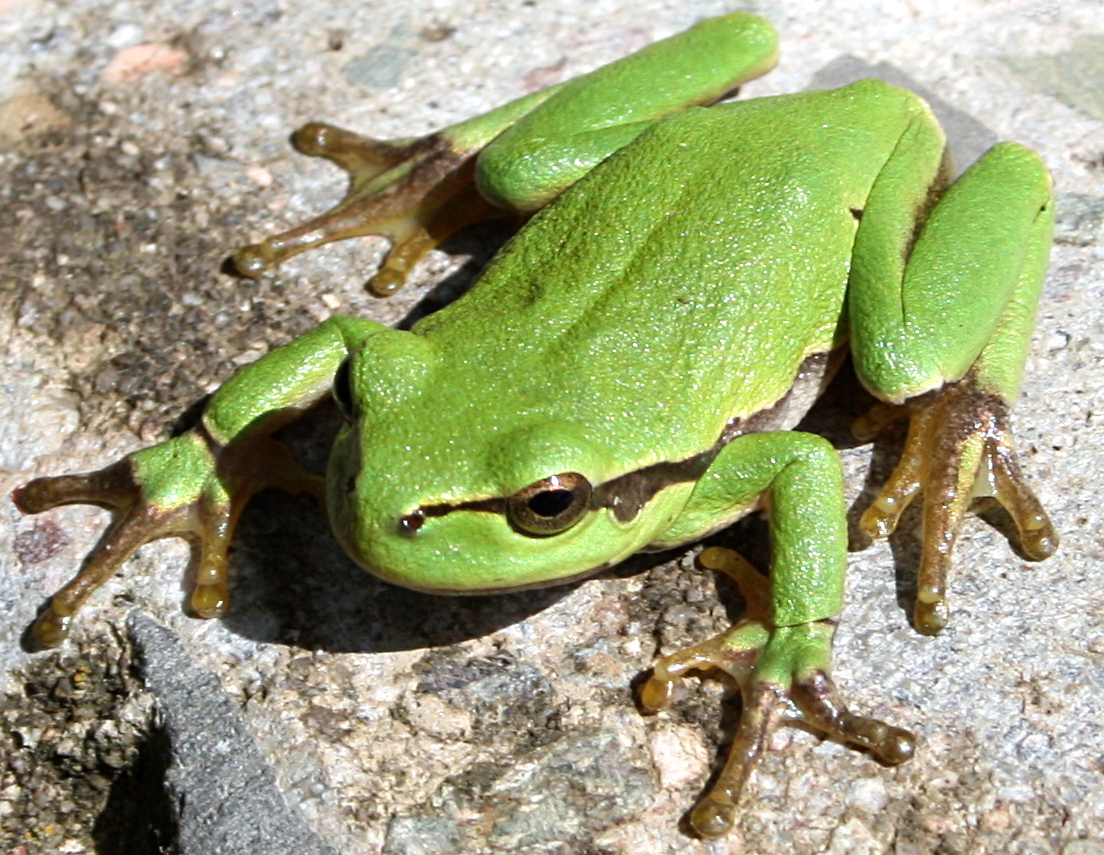
Europäischer Laubfrosch: Vier Gliedmaßen sind ein weiteres Merkmal der Kiefermäuler

Die Schwanzflosse war ursprünglich heterocerk, das heißt, das Ende der Wirbelsäule biegt sich nach oben und stützt den oberen, größeren Teil der Schwanzflosse.
Eine weitere Autapomorphie sind die paarigen, von Skelettelementen gestützten Brust- und Becken- oder Bauchflossen, die vor allem die Manövrierfähigkeit der Gnathostoma verbesserten und aus denen Vorder- und Hinterbeine der Landwirbeltiere hervorgegangen sind. Auch die ausgestorbenen, kieferlosen Osteostraci hatten paarige Brustflossen, die aber skelettlos waren und nur durch Muskeln gestützt wurden.
Die Brustflossen sind durch den Schultergürtel, die Bauchflossen durch den Beckengürtel gelenkig miteinander verbunden. Die paarigen Flossen werden durch Muskelgruppen bewegt, die Elevatoren (Heber, Strecker) und die Depressoren (Senker, Beuger).

### Sinnesorgane
Die Augen der Kiefermäuler haben eine echte Hornhaut. Lage und Innervation der sechs äußeren Augenmuskeln unterscheiden sich von der der Kieferlosen. Durch die Entwicklung innerer Augenmuskeln bekommt das Auge die Fähigkeit, einen Gegenstand in einer beliebigen Distanz zwischen Nah- und Fernpunkt auf der Fovea der Netzhaut beider Augen abbilden zu können, damit ein scharfer Seheindruck entsteht (Akkommodation). Als Riechorgan entwickeln sich zwei Nasenlöcher. Das Gleichgewichtsorgan bekommt drei Bogengänge, für jede Ebene im dreidimensionalen Raum eine. Auch ein Seitenlinienorgan sowie Elektrorezeptoren gehören wahrscheinlich zum Grundmuster der Kiefermäuler.

### Innere Organe
Das Gehirn der Kiefermäuler ist dreigeteilt, in Prosencephalon (Vorderhirn), Mesencephalon (Mittelhirn) und Rhombencephalon (Rautenhirn). Aus dem Neuralrohr tritt pro Muskelsegment jeweils ein Spinalnerv aus, der sich in einen rückenseitigen und einen bauchseitigen Ast teilt. Gliazellen an den Axonen peripherer Nerven ermöglichen eine schnelle Informationsweiterleitung.
Im Verdauungstrakt wurde ein Magen als Speicherorgan entwickelt. Bei primitiven Gnathostoma wird die Oberfläche des Darms durch eine Spiralfalte vergrößert. Leber und Bauchspeicheldrüse sind die größten Darmanhangdrüsen und haben sich aus dem Entoderm gebildet. Verdauungstrakt, Nieren und Geschlechtswege (Ei- und Samenleiter) enden in einer Kloake.

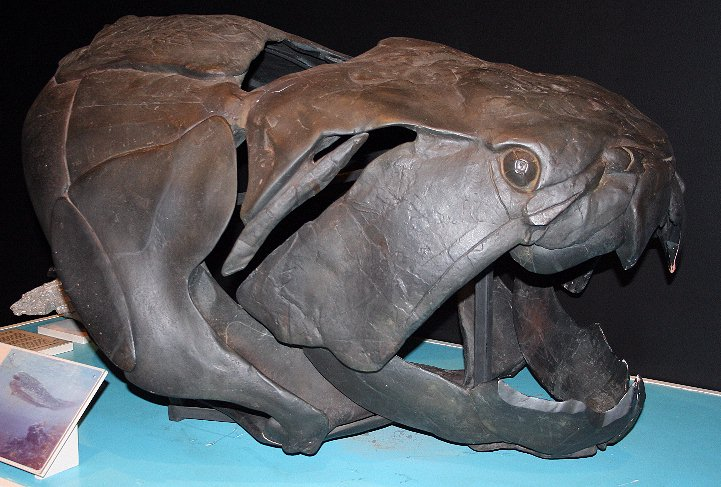
Schädel des Placodermen Dunkleosteus

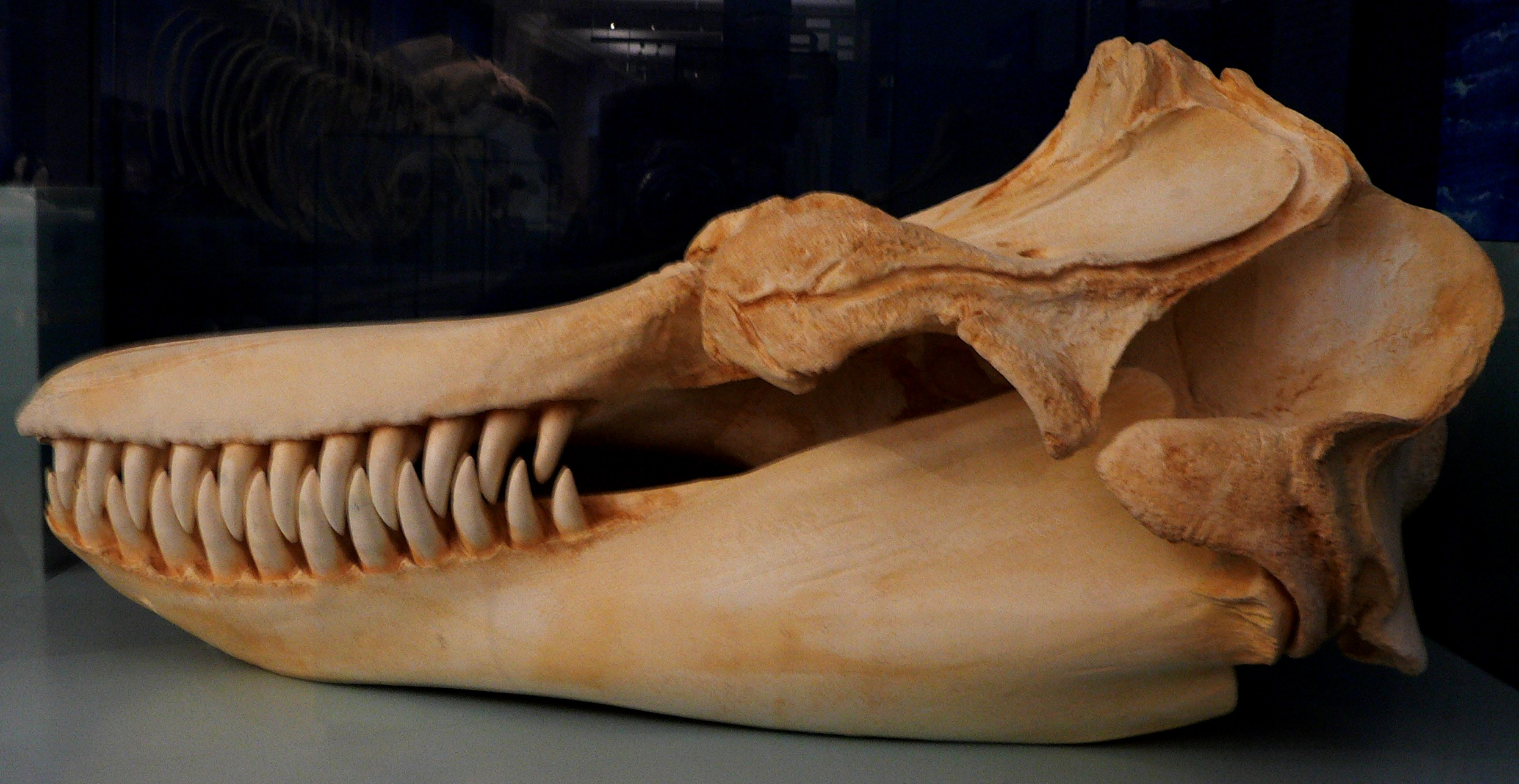
Schädel des Schwertwals

## Systematik

### Äußere Systematik
Die Kiefermäuler sind ein Taxon des Unterstamms Wirbeltiere (Vertebrata). Unter allen Kieferlosen teilen die ausgestorbenen Osteostraci (vielleicht zusammen mit den Pituriaspida) die größte Anzahl von Autapomorphien mit den Kiefermäulern, vor allem paarige muskulöse Brustflossen, einen Knochenring (Skleralring) um die Augen und die heterozerke Schwanzflosse. Sie sind vielleicht die Schwestergruppe der Kiefermäuler.

### Innere Systematik
Klassisch werden die Kiefermäuler in zwei Untertaxa eingeteilt, die Fische (Pisces) und die Landwirbeltiere (Tetrapoda). Da letztere aber aus ersteren hervorgegangen sind, handelt es sich bei den Fischen nicht um ein monophyletisches Taxon. Sie werden daher in der modernen zoologischen Systematik nicht als natürliche Gruppe (geschlossene Abstammungsgemeinschaft) anerkannt. Dasselbe gilt für die Knochenfische (Osteichthyes), sowie für die ausgestorbenen Panzerfische und Stachelhaie, die ebenfalls paraphyletisch sind.
Die stammesgeschichtlichen Verhältnisse innerhalb der Kiefermäuler unter dem Aspekt der modernen Systematik gibt stattdessen das folgende Kladogramm wieder:
| Choanata | \| \| Lungenfische (Dipnoi) \| \| \| \| \| \| Landwirbeltiere (Tetrapoda) \| \| \| \| |
|          | \| \| Lungenfische (Dipnoi) \| \| \| \| \| \| Landwirbeltiere (Tetrapoda) \| \| \| \| |
|          | Quastenflosser (Coelacanthimorpha)                                                    |
|          |                                                                                       |
|          | Lungenfische (Dipnoi)                                                                 |
|          |                                                                                       |
|          | Landwirbeltiere (Tetrapoda)                                                           |
|          |                                                                                       |

|  | Lungenfische (Dipnoi)       |
|  |                             |
|  | Landwirbeltiere (Tetrapoda) |
|  |                             |

| Choanata | \| \| Lungenfische (Dipnoi) \| \| \| \| \| \| Landwirbeltiere (Tetrapoda) \| \| \| \| |
|          | \| \| Lungenfische (Dipnoi) \| \| \| \| \| \| Landwirbeltiere (Tetrapoda) \| \| \| \| |
|          | Quastenflosser (Coelacanthimorpha)                                                    |
|          |                                                                                       |
|          | Lungenfische (Dipnoi)                                                                 |
|          |                                                                                       |
|          | Landwirbeltiere (Tetrapoda)                                                           |
|          |                                                                                       |

|  | Lungenfische (Dipnoi)       |
|  |                             |
|  | Landwirbeltiere (Tetrapoda) |
|  |                             |

| Choanata | \| \| Lungenfische (Dipnoi) \| \| \| \| \| \| Landwirbeltiere (Tetrapoda) \| \| \| \| |
|          | \| \| Lungenfische (Dipnoi) \| \| \| \| \| \| Landwirbeltiere (Tetrapoda) \| \| \| \| |
|          | Quastenflosser (Coelacanthimorpha)                                                    |
|          |                                                                                       |
|          | Lungenfische (Dipnoi)                                                                 |
|          |                                                                                       |
|          | Landwirbeltiere (Tetrapoda)                                                           |
|          |                                                                                       |

|  | Lungenfische (Dipnoi)       |
|  |                             |
|  | Landwirbeltiere (Tetrapoda) |
|  |                             |

| Choanata | \| \| Lungenfische (Dipnoi) \| \| \| \| \| \| Landwirbeltiere (Tetrapoda) \| \| \| \| |
|          | \| \| Lungenfische (Dipnoi) \| \| \| \| \| \| Landwirbeltiere (Tetrapoda) \| \| \| \| |
|          | Quastenflosser (Coelacanthimorpha)                                                    |
|          |                                                                                       |
|          | Lungenfische (Dipnoi)                                                                 |
|          |                                                                                       |
|          | Landwirbeltiere (Tetrapoda)                                                           |
|          |                                                                                       |

|  | Lungenfische (Dipnoi)       |
|  |                             |
|  | Landwirbeltiere (Tetrapoda) |
|  |                             |

| Choanata | \| \| Lungenfische (Dipnoi) \| \| \| \| \| \| Landwirbeltiere (Tetrapoda) \| \| \| \| |
|          | \| \| Lungenfische (Dipnoi) \| \| \| \| \| \| Landwirbeltiere (Tetrapoda) \| \| \| \| |
|          | Quastenflosser (Coelacanthimorpha)                                                    |
|          |                                                                                       |
|          | Lungenfische (Dipnoi)                                                                 |
|          |                                                                                       |
|          | Landwirbeltiere (Tetrapoda)                                                           |
|          |                                                                                       |

|  | Lungenfische (Dipnoi)       |
|  |                             |
|  | Landwirbeltiere (Tetrapoda) |
|  |                             |

| Choanata | \| \| Lungenfische (Dipnoi) \| \| \| \| \| \| Landwirbeltiere (Tetrapoda) \| \| \| \| |
|          | \| \| Lungenfische (Dipnoi) \| \| \| \| \| \| Landwirbeltiere (Tetrapoda) \| \| \| \| |
|          | Quastenflosser (Coelacanthimorpha)                                                    |
|          |                                                                                       |
|          | Lungenfische (Dipnoi)                                                                 |
|          |                                                                                       |
|          | Landwirbeltiere (Tetrapoda)                                                           |
|          |                                                                                       |

|  | Lungenfische (Dipnoi)       |
|  |                             |
|  | Landwirbeltiere (Tetrapoda) |
|  |                             |

| Choanata | \| \| Lungenfische (Dipnoi) \| \| \| \| \| \| Landwirbeltiere (Tetrapoda) \| \| \| \| |
|          | \| \| Lungenfische (Dipnoi) \| \| \| \| \| \| Landwirbeltiere (Tetrapoda) \| \| \| \| |
|          | Quastenflosser (Coelacanthimorpha)                                                    |
|          |                                                                                       |
|          | Lungenfische (Dipnoi)                                                                 |
|          |                                                                                       |
|          | Landwirbeltiere (Tetrapoda)                                                           |
|          |                                                                                       |

|  | Lungenfische (Dipnoi)       |
|  |                             |
|  | Landwirbeltiere (Tetrapoda) |
|  |                             |

| Choanata | \| \| Lungenfische (Dipnoi) \| \| \| \| \| \| Landwirbeltiere (Tetrapoda) \| \| \| \| |
|          | \| \| Lungenfische (Dipnoi) \| \| \| \| \| \| Landwirbeltiere (Tetrapoda) \| \| \| \| |
|          | Quastenflosser (Coelacanthimorpha)                                                    |
|          |                                                                                       |
|          | Lungenfische (Dipnoi)                                                                 |
|          |                                                                                       |
|          | Landwirbeltiere (Tetrapoda)                                                           |
|          |                                                                                       |

|  | Lungenfische (Dipnoi)       |
|  |                             |
|  | Landwirbeltiere (Tetrapoda) |
|  |                             |

| Choanata | \| \| Lungenfische (Dipnoi) \| \| \| \| \| \| Landwirbeltiere (Tetrapoda) \| \| \| \| |
|          | \| \| Lungenfische (Dipnoi) \| \| \| \| \| \| Landwirbeltiere (Tetrapoda) \| \| \| \| |
|          | Quastenflosser (Coelacanthimorpha)                                                    |
|          |                                                                                       |
|          | Lungenfische (Dipnoi)                                                                 |
|          |                                                                                       |
|          | Landwirbeltiere (Tetrapoda)                                                           |
|          |                                                                                       |

|  | Lungenfische (Dipnoi)       |
|  |                             |
|  | Landwirbeltiere (Tetrapoda) |
|  |                             |

| Choanata | \| \| Lungenfische (Dipnoi) \| \| \| \| \| \| Landwirbeltiere (Tetrapoda) \| \| \| \| |
|          | \| \| Lungenfische (Dipnoi) \| \| \| \| \| \| Landwirbeltiere (Tetrapoda) \| \| \| \| |
|          | Quastenflosser (Coelacanthimorpha)                                                    |
|          |                                                                                       |
|          | Lungenfische (Dipnoi)                                                                 |
|          |                                                                                       |
|          | Landwirbeltiere (Tetrapoda)                                                           |
|          |                                                                                       |

|  | Lungenfische (Dipnoi)       |
|  |                             |
|  | Landwirbeltiere (Tetrapoda) |
|  |                             |

| Choanata | \| \| Lungenfische (Dipnoi) \| \| \| \| \| \| Landwirbeltiere (Tetrapoda) \| \| \| \| |
|          | \| \| Lungenfische (Dipnoi) \| \| \| \| \| \| Landwirbeltiere (Tetrapoda) \| \| \| \| |
|          | Quastenflosser (Coelacanthimorpha)                                                    |
|          |                                                                                       |
|          | Lungenfische (Dipnoi)                                                                 |
|          |                                                                                       |
|          | Landwirbeltiere (Tetrapoda)                                                           |
|          |                                                                                       |

|  | Lungenfische (Dipnoi)       |
|  |                             |
|  | Landwirbeltiere (Tetrapoda) |
|  |                             |

| Choanata | \| \| Lungenfische (Dipnoi) \| \| \| \| \| \| Landwirbeltiere (Tetrapoda) \| \| \| \| |
|          | \| \| Lungenfische (Dipnoi) \| \| \| \| \| \| Landwirbeltiere (Tetrapoda) \| \| \| \| |
|          | Quastenflosser (Coelacanthimorpha)                                                    |
|          |                                                                                       |
|          | Lungenfische (Dipnoi)                                                                 |
|          |                                                                                       |
|          | Landwirbeltiere (Tetrapoda)                                                           |
|          |                                                                                       |

|  | Lungenfische (Dipnoi)       |
|  |                             |
|  | Landwirbeltiere (Tetrapoda) |
|  |                             |

| Choanata | \| \| Lungenfische (Dipnoi) \| \| \| \| \| \| Landwirbeltiere (Tetrapoda) \| \| \| \| |
|          | \| \| Lungenfische (Dipnoi) \| \| \| \| \| \| Landwirbeltiere (Tetrapoda) \| \| \| \| |
|          | Quastenflosser (Coelacanthimorpha)                                                    |
|          |                                                                                       |
|          | Lungenfische (Dipnoi)                                                                 |
|          |                                                                                       |
|          | Landwirbeltiere (Tetrapoda)                                                           |
|          |                                                                                       |

|  | Lungenfische (Dipnoi)       |
|  |                             |
|  | Landwirbeltiere (Tetrapoda) |
|  |                             |

| Choanata | \| \| Lungenfische (Dipnoi) \| \| \| \| \| \| Landwirbeltiere (Tetrapoda) \| \| \| \| |
|          | \| \| Lungenfische (Dipnoi) \| \| \| \| \| \| Landwirbeltiere (Tetrapoda) \| \| \| \| |
|          | Quastenflosser (Coelacanthimorpha)                                                    |
|          |                                                                                       |
|          | Lungenfische (Dipnoi)                                                                 |
|          |                                                                                       |
|          | Landwirbeltiere (Tetrapoda)                                                           |
|          |                                                                                       |

|  | Lungenfische (Dipnoi)       |
|  |                             |
|  | Landwirbeltiere (Tetrapoda) |
|  |                             |

| Choanata | \| \| Lungenfische (Dipnoi) \| \| \| \| \| \| Landwirbeltiere (Tetrapoda) \| \| \| \| |
|          | \| \| Lungenfische (Dipnoi) \| \| \| \| \| \| Landwirbeltiere (Tetrapoda) \| \| \| \| |
|          | Quastenflosser (Coelacanthimorpha)                                                    |
|          |                                                                                       |
|          | Lungenfische (Dipnoi)                                                                 |
|          |                                                                                       |
|          | Landwirbeltiere (Tetrapoda)                                                           |
|          |                                                                                       |

|  | Lungenfische (Dipnoi)       |
|  |                             |
|  | Landwirbeltiere (Tetrapoda) |
|  |                             |

| Choanata | \| \| Lungenfische (Dipnoi) \| \| \| \| \| \| Landwirbeltiere (Tetrapoda) \| \| \| \| |
|          | \| \| Lungenfische (Dipnoi) \| \| \| \| \| \| Landwirbeltiere (Tetrapoda) \| \| \| \| |
|          | Quastenflosser (Coelacanthimorpha)                                                    |
|          |                                                                                       |
|          | Lungenfische (Dipnoi)                                                                 |
|          |                                                                                       |
|          | Landwirbeltiere (Tetrapoda)                                                           |
|          |                                                                                       |

|  | Lungenfische (Dipnoi)       |
|  |                             |
|  | Landwirbeltiere (Tetrapoda) |
|  |                             |

Fußnoten: 1) Kiefermäuler-Kronengruppe, 2) auch Osteognathostomata („Knochenkiefermäuler“) genannt, entspricht unter Ausschluss der Tetrapoden den Knochenfischen (Osteichthyes) im traditionellen Sinn
Unter Berücksichtigung von klassischen Rangstufen ergibt sich daraus folgendes Schema:
- Kiefermäuler (Gnathostomata)
  - † Klasse Panzerfische (Placodermi); paraphyletisch
  - † Klasse Stachelhaie (Acanthodii); paraphyletisch
  - Überklasse Knorpelfische (Chondrichthyes)
    - Klasse Holocephali (einzige rezente Ordnung: Seekatzen (Chimaeriformes))
    - Klasse Plattenkiemer (Elasmobranchii)

  - Überklasse Strahlenflosser (Actinopterygii)
    - Klasse Cladistii (einzige Ordnung: Flösselhechte (Polypteriformes))
    - Klasse Actinopteri

  - Überklasse Fleischflosser (Sarcopterygii)
    - Klasse Quastenflosser (Coelacanthi)
    - Klasse Lungenfische (Dipneusti)
    - Landwirbeltiere (Tetrapoda)
      - Klasse Amphibien (Lissamphibia)
      - Nabeltiere (Amniota)
        - Sauropsida
          - Klasse Vögel (Aves)

        - Synapsida
          - Klasse Säugetiere (Mammalia)

Die rezenten Fische unter den Kiefermäulern werden heute in sechs Klassen unterteilt. Landwirbeltiere nach Westheide &  Rieger (2010).

### Artenvielfalt
Die Chondrichthyes umfassen nur 2 % der Gnathostomata-Arten, die Euteleostomi dagegen 98 %. Etwa die Hälfte aller Euteleostomi sind Actinopterygii (ca. 28.000 Arten), die andere Hälfte sind Sarcopterygii (incl. Tetrapoda). Nach einer molekularbiologischen Studie entstanden mehr als 85 % der rezenten Kiefermäulerarten in sechs Phasen der adaptiven Radiation. Bei den restlichen 15 Prozent handelt es sich eher um lebende Fossile, also Arten, die im Vergleich viel Zeit hatten, um sich herauszubilden.